# Casa Balcell
La Casa Balcell és una obra de Sabadell (Vallès Occidental) inclosa a l'Inventari del Patrimoni Arquitectònic de Catalunya.

## Descripció
Conjunt de dos habitatges unifamiliars entre mitgeres, plantejats en la façana com una unitat, amb una distribució simètrica de les obertures. Als extrems hi ha les portes del garatge, rectangulars, amb finestres superiors dobles d'arc de mig punt. Les portes d'accés, també rectangulars i emmarcades en maó, tenen una falsa obertura superior que connecta decorativament amb l'òcul superior. Al cos central hi ha dues grans finestres d'arc escarser que es corresponen al pis superior amb dues obertures dobles d'arc de mig punt.

## Història
El 16 de gener del 1942 està documentada la sol·licitud del permís per a la realització de l'obra, permís que fou atorgat el 19 de maig d'aquell mateix any.